# Ų

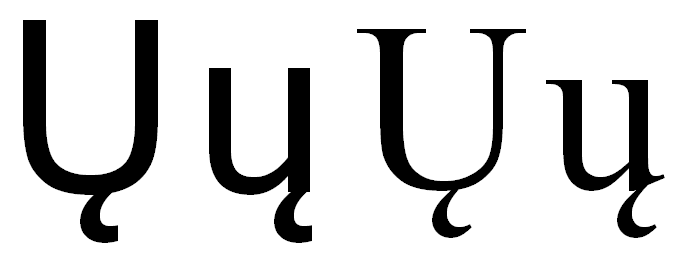

Ų (minuskule ų) (litevsky u nosinė, švédsky svansförsett u), je písmeno latinky. Vyskytuje se v litevštině, elvdalštině a hocąkštině. V litevštině je velké písmeno Ų jen hypotetické, vyskytující se jen v titulcích, psaných velkými písmeny, na začátku slova se nikdy nevyskytuje. Ų je již jen jako historický grafický příznak, podobně jako v češtině ú nebo ů, v litevštině se někdy vyslovuje jako poněkud delší než "u".

## Použití v Unikódu
| HTML  | Klávesa Alt | Unicode |
| ----- | ----------- | ------- |
| &#370 | Alt + 0172  | $0172   |
|       |             |         |

| HTML  | Klávesa Alt | Unicode |
| ----- | ----------- | ------- |
| &#371 | Alt + 0173  | $0173   |
|       |             |         |